# Ого-Унгуохтах
Ого-Унгуохтах (якут. Оҕо уҥуохтаах) — река в Жиганском районе Якутии, правый приток реки Лена. Длина реки 10 километров.
Исток находится в северо-восточной оконечности северного из озёр системы Туллук-Кюель, на высоте 57 м, в верховье протекает через озеро Култус. Впадает в Лену у заброшенного селения Талахтах, на расстоянии 581 км от устья.
По данным государственного водного реестра России относится к Ленскому бассейновому округу.
Код водного объекта 18030900112117500013713.